# Wandersleben
Wandersleben è una frazione del comune tedesco di Drei Gleichen, in Turingia, sede comunale.

Conta (2007) 1.683 abitanti.

## Storia
Wandersleben fu nominata per la prima volta nel IX secolo.

Costituì un comune autonomo fino al 1º gennaio 2009.